# Albert Görtz
Albert Görtz (* 18. November 1933 in Düsseldorf) ist ein ehemaliger deutscher Fußballtorhüter, der als Aktiver der Amateurnationalmannschaft am olympischen Fußballturnier in Melbourne teilgenommen hat.

## Karriere

### Vereine
Bei den Amateuren vom Düsseldorfer SC 99 reifte der junge Torwart in der Amateurliga Niederrhein zu einem herausragenden Schlussmann heran. Mit 23 Jahren wagte Görtz im Sommer 1957 den Sprung in die Oberliga West, er wechselte an den „Flinger Broich“ zu Fortuna Düsseldorf.
Bei der Fortuna erlebte er keinen anhaltenden Erfolg. In der Saison 1959/60, Görtz hütete in 24 Spielen das Tor, konnte im Zusammenwirken mit Karl Hoffmann, Heinz Janssen, Erich Juskowiak, Matthias Mauritz, Bernhard Steffen, Franz-Josef Wolfframm und Dieter Wöske sogar den Abstieg in die 2. Oberliga West nicht verhindern. Mit 26:34 Punkten, einen Zähler hinter den vier punktgleichen Vereinen VfL Bochum, Hamborn 07, Rot-Weiß Oberhausen und Borussia München-Gladbach, stieg Fortuna ab. Nach einem Jahr war der sofortige Aufstieg gelungen. In der Saison 1961/62 belegte der Torhüter mit Fortuna den neunten Platz in der Oberliga West und hatte dabei in 29 Spielen das Tor gehütet. Im DFB-Pokal des Jahres 1962 stand er gegen die Sportfreunde Lebenstedt, den 1. FC Saarbrücken (auch im Wiederholungsspiel am 15. August), im Halbfinale gegen den FC Schalke 04 und im Finale am 29. August 1962 in Hannover gegen den 1. FC Nürnberg im Tor der Mannschaft von Trainer Jupp Derwall. Der „Club“ gewann in der Verlängerung mit 2:1 Toren den Pokal. Da Fortuna Düsseldorf nicht in die neu gegründete Bundesliga 1963/64 aufgenommen worden war, spielte Albert Görtz noch bis Saisonende 1965/66 mit Fortuna in der Regionalliga West.
In der zweiten Saison in der Regionalliga, 1964/65, absolvierte der Routinier 28 Einsätze und das Talent Dirk Krüssenberg musste mit der Vertreterrolle vorliebnehmen. In der Erfolgsrunde 1965/66, Fortuna gewann den Titel im Westen und setzte sich auch in der Aufstiegsrunde zur Bundesliga mit Trainer Kuno Klötzer durch, wurde aber der Rollentausch im Düsseldorfer Tor vollzogen: Krüssenberg löste Görtz als Stammtorhüter ab. In drei Spielen trug Albert Görtz noch mit seiner Torhüterkunst zum Gewinn der Regionalliga-Meisterschaft bei: gegen Alemannia Aachen, Eintracht Duisburg und Rot-Weiß Oberhausen.
Im Sommer 1966 kehrte er zu seinem ehemaligen Jugendverein Düsseldorfer SC 99 in die Amateurliga Niederrhein zurück. Für Fortuna Düsseldorf hatte er von 1957 bis 1966 in der Oberliga 92 und in der Regionalliga 50 Punktspiele bestritten.

### Nationalmannschaft
Als Torhüter des Düsseldorfer SC 99 absolvierte er in den Jahren 1956 und 1957 fünf aufeinander folgende Länderspiele für die Amateurnationalmannschaft. Am 19. und 21. Mai 1956 kam er in den zwei Länderspielen gegen die Auswahlen Frankreichs und Schottlands zum Einsatz. Seine dabei gezeigten Leistungen veranlassten Bundestrainer Sepp Herberger zu den Berufungen in die Aufgebote der A-Nationalmannschaft für die Länderspiele am 13. Juni in Oslo gegen die Nationalmannschaft Norwegens und am 30. Juni in Stockholm gegen die Nationalmannschaft Schwedens. In beiden Begegnungen stand Günter Sawitzki im Tor des DFB-Teams. Im August 1956 folgten noch drei Einsätze in Testspielen der DFB-Auswahl gegen eine Kombination 1. FC Nürnberg/SpVgg Fürth, gegen den 1. FC Köln und den 1. FC Kaiserslautern. Ein weiterer Höhepunkt war sein drittes Spiel für die Amateurnationalmannschaft; es fand am 24. November 1956 in Melbourne im olympischen Fußballturnier gegen den späteren Olympiasieger Sowjetunion statt. Der deutsche Abwehrverbund mit Willi Gerdau, Hermann Höfer, Karl Hoffmann, Rudi Hoffmann, Fritz Semmelmann und Herbert Schäfer brachte gemeinsam mit dem glänzend haltenden Düsseldorfer Torhüter die favorisierte Sowjetunion fast an den Rand einer Niederlage. Am Ende hieß das Ergebnis 1:2 und Deutschland war damit bereits nach dem ersten Spiel ausgeschieden.
Vom 18. Februar bis 2. März 1957 nahm Görtz an einem DFB-Sichtungslehrgang für die deutsche Nationalmannschaft in Duisburg gemeinsam mit seinen Torhüterkollegen Hans Tilkowski und Horst Schnoor teil. Im Länderspiel der A-Nationalmannschaft am 22. Mai 1957 gegen die Nationalmannschaft Schottlands hatte er wieder die Ersatzrolle inne, Tilkowski absolvierte sein zweites Länderspiel. Zuvor bestritt Görtz sein viertes und fünftes Länderspiel für die Amateurnationalmannschaft. Am 15. Mai 1957 endete das Spiel in Glasgow 1:1 unentschieden gegen die Auswahl Schottlands sowie auch gegen die Auswahl Englands am 21. Mai 1957 in Offenburg. Letztmals schnupperte Görtz internationale Luft, als ihn Sepp Herberger zum ersten WM-Lehrgang 1958 vom 22. bis 28. Juli 1957 nach München einlud. Als Görtz ab der Saison 1957/58 in der Oberliga West um Punkte kämpfen konnte, zogen die Rivalen Herkenrath, Kwiatkowski, Sawitzki und Tilkowski an ihm vorbei und machten damit seinen Einsatz in der Nationalmannschaft unmöglich.